# 22898 Falce
22898 Falce è un asteroide della fascia principale. Scoperto nel 1999, presenta un'orbita caratterizzata da un semiasse maggiore pari a 2,9844411 au e da un'eccentricità di 0,1352336, inclinata di 10,34257° rispetto all'eclittica.
L'asteroide è dedicato a Riccardo Conedera, detto Falce, suocero dello scopritore.